# دهستان انارستان (جم)
دهستان انارستان نام دهستانی در بخش ریز شهرستان جم، استان بوشهر در ایران است. براساس سرشماری مرکز آمار ایران در سال ۱۳۸۵، جمعیت آن ۲۸۹۱ نفر (۶۲۱ خانوار) بوده‌است. زبان مردم انارستان و حومه لری می‌باشد.